# Albert August Plasschaert
Albert August Plasschaert (geboren 10. Oktober 1866 in Delft; gestorben 20. April 1941 in Hilversum) war ein niederländischer Zeichner, Radierer und Glasmaler.

## Leben
Plasschaerts Vater war Zeichenlehrer an der Höheren Bürgerschule in Delft. Er studierte 1883 bis 1890 Maschinenbau an der Polytechnischen Schule in Delft und arbeitete danach als Modellschlosser, technischer Zeichner und Ingenieur in Veere.
Im Jahr 1894 lernte er den deutschen Kunststudenten Franz Melchers (1868–1944) kennen und sie richteten sich ein gemeinsames Atelier ein, um darin mit Glasmalerei zu arbeiten. Melchers zog allerdings bereits 1886 weiter auf seiner Grand Tour, während Plasschaert ständig an Geldnöten leidend, sich um eine Lohnarbeit kümmern musste.

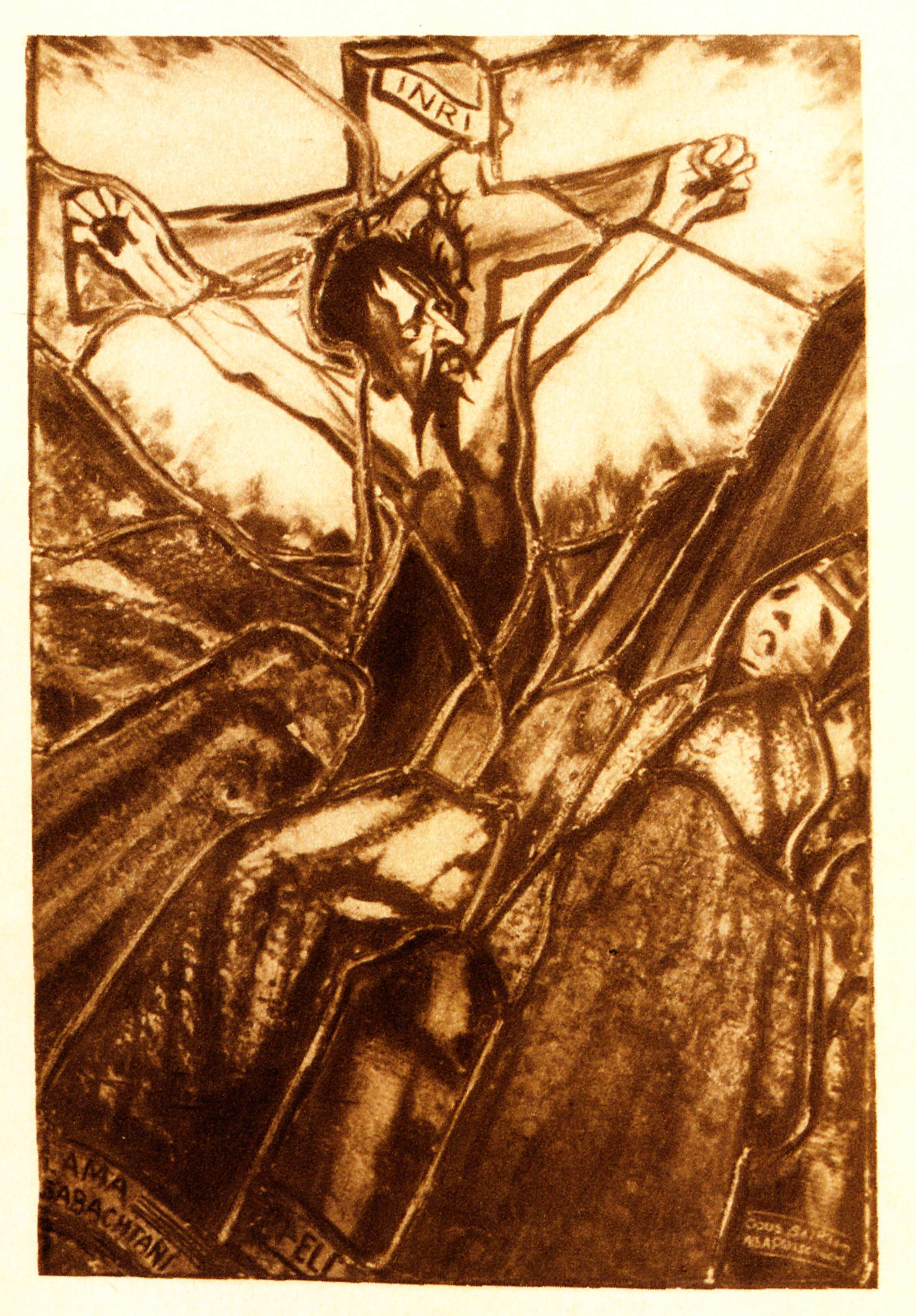
Albert August Plasschaert; eli eli lama sabachtani (1913)

Ab 1899 arbeitete er in Dordrecht als Musterzeichner in der Koninklijke Nederlandsche Glasfabriek J.J.B.J. Bouvy. 1908 kündigte er und wechselte zum Kunsthändler Oldenzeel nach Rotterdam, der bereits mit Werken von Vincent van Gogh gehandelt hatte und nun auch mit den Malern des Futurismus und mit Wassily Kandinsky handelte. Als die Firma 1913 schloss, ging Plasschaert wieder als Glasmaler arbeiten. In Berlin zeigte Herwarth Walden 1913 im Ersten Deutschen Herbstsalon zwei Glasgemälde Plasschaerts, Berauschende Winde leben und das auch im Katalog abgebildete Eli eli lama sabachtani, beides Bilder mit einer religiösen Bedeutung.
Ab 1915 wohnte er in Dordrecht und wandte sich mehr der Zeichenkunst zu. Er entwickelte einen kubistisch-expressiven Stil und fand Schüler. Plasschaert wandte sich dem Okkultismus zu, fand auch darin Anhänger und zog 1917 zu ihnen nach Den Haag. Über Weesp kam er schließlich 1925 nach Hilversum. Mit seinen Anhängern publizierte er verschiedene okkultistische Schriften, seine Zeichenkunst ordnete er dem Mystizismus unter. In den 1930er Jahren ging die Teilnahme an seinen okkultistischen Unternehmungen sukzessive zurück.
Plasschaert wurde nach 1937 erstmals wieder 1973 in einer Ausstellung über den „Beginn der Abstrakten Malerei in den Niederlanden 1918 bis 1925“  gezeigt. Eine Retrospektive wurde 1989 in Utrecht im Centraal Museum Utrecht durchgeführt. Mit seinem als „psychischen Expressionismus“ bezeichneten Malstil tut sich die Kunstkritik schwer.

## Vetter
In der niederländischen biografischen Literatur wurde der Unterschied zu seinem Vetter, dem Kunstkritiker Albert Charles Auguste Plasschaert (1874 bis 1941) erst 1988 durch die Arbeit von Geurt Imanse, der als Bibliothekar am Stedelijk Museum in Amsterdam arbeitete, deutlich gemacht.